# Société industrielle pour l’aéronautique

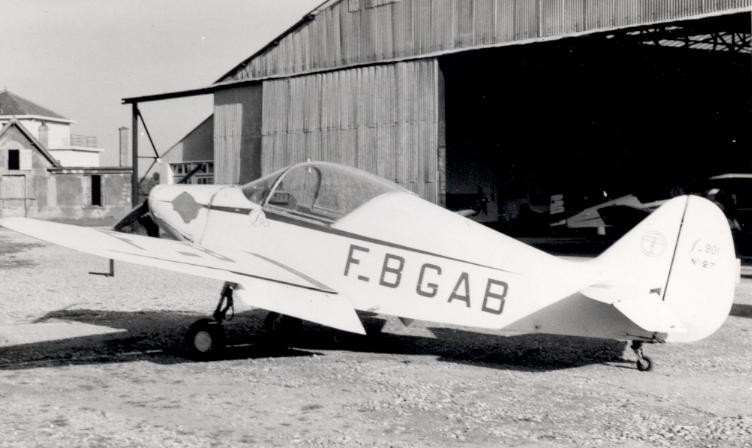
SIPA S.901 in Berck-sur-Mer im Mai 1957

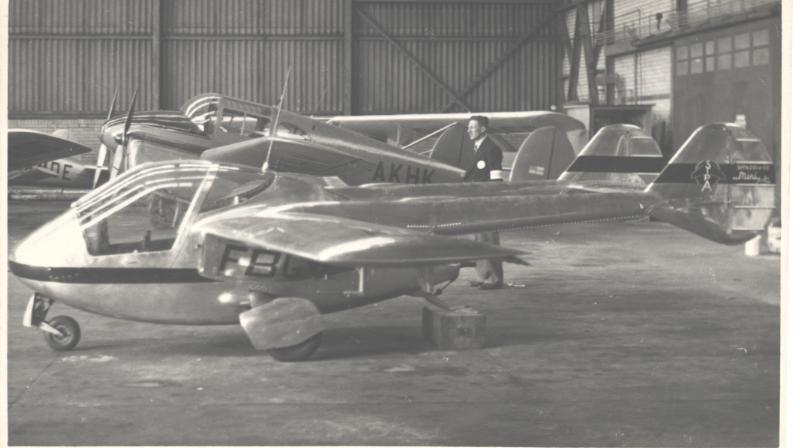
SIPA S.200

Die Société industrielle pour l’aéronautique (SIPA) war ein französischer Flugzeughersteller, der im Jahr 1938 von Georges Volland gegründet wurde. Von 1938 bis 1940 agierte SIPA als Zulieferer von Flugzeugkomponenten für andere französische Unternehmen.
Nach dem Zweiten Weltkrieg begann die Entwicklung einer Reihe von Schulflugzeugen für die französische Luftwaffe.
Im Jahr 1947 gewann SIPA einen Wettbewerb für ein neues zweisitziges Schul- und Reiseflugzeug für die französischen Aeroclubs, und er produzierte 113 Exemplare der SIPA S.90-Serie. Von der danach entwickelten SIPA S.1000 Coccinelle wurden 1956/57 nur drei Exemplaren gebaut.
Der SIPA S.200 Minijet flog 1952 erstmals und war weltweit der erste leichte zweisitzige Ganzmetalljet.
SIPA wurde 1975 von Aérospatiale übernommen.